# 田沢温泉

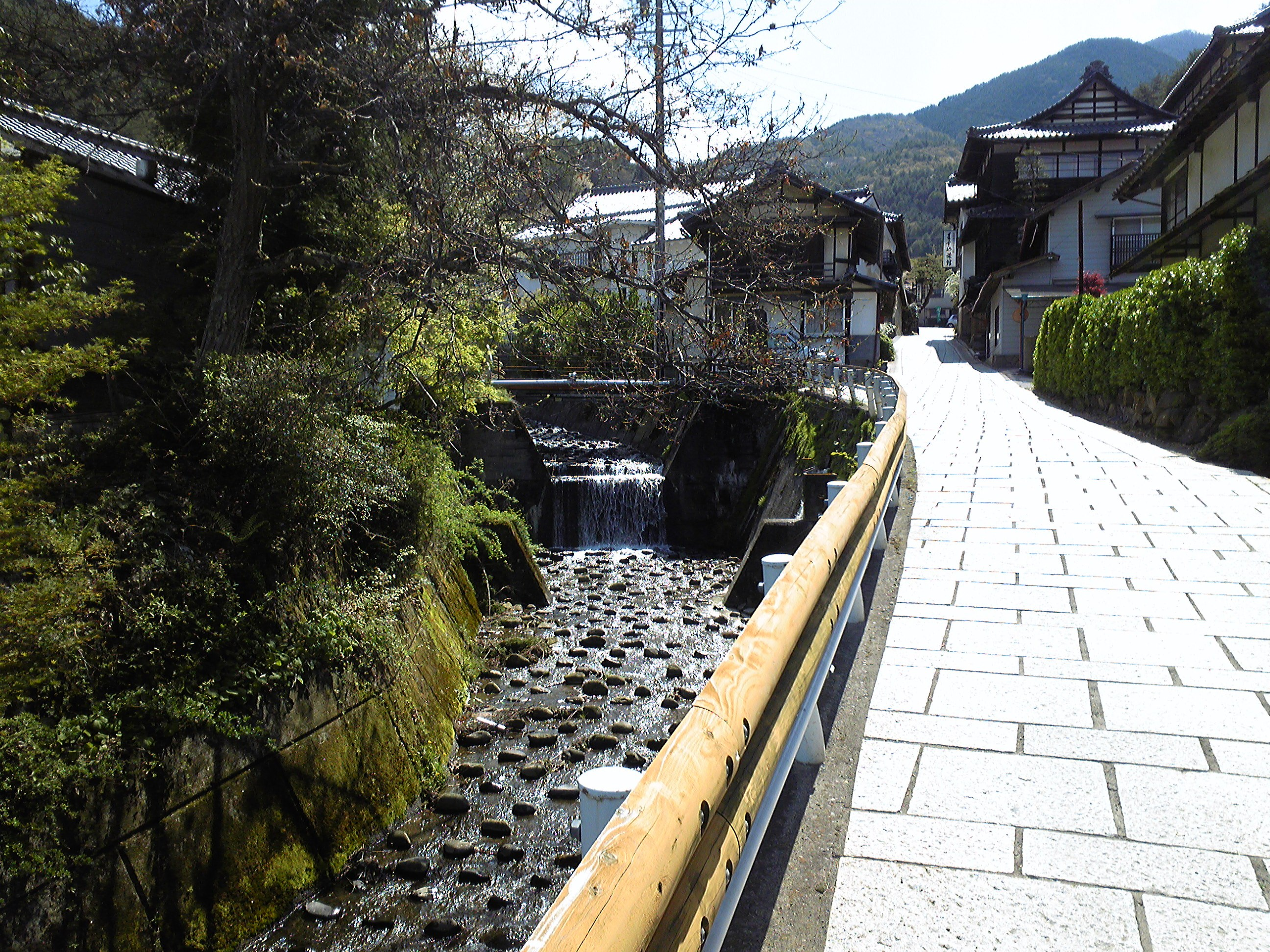
湯川のほとりの温泉街

田沢温泉（たざわおんせん）は、長野県小県郡青木村（旧国信濃国）にある温泉。国民保養温泉地。

## 泉質
- 硫黄泉
  - 源泉温度41℃。

子宝の湯とも、母乳の出が良くなるとも言われる。ぬるいお湯で、旅館によっては浴用加熱しているが、共同浴場ではそのままで利用している。長時間入浴する人が多い。

## 温泉街
十観山東側に温泉地が存在する。
石畳の道や、その両側に並ぶ木造建築の旅館など、鄙びた雰囲気の温泉地である。歓楽色はほとんどない。街中には湯川のせせらぎが流れる。
旅館は5軒存在する。
共同浴場は1軒、「有乳湯」（うちゆ）が存在する。また、「くつろぎの湯」という村営の日帰り入浴施設も存在する。
映画「卓球温泉」の舞台となった旅館は当地の「ますや旅館」である。ただし、温泉街の撮影は近隣の別所温泉で行われた。

## 歴史
開湯は飛鳥時代とも奈良時代とも言われ、当地で坂田金時が生まれたとの伝説も残る。
近代では当地の「ますや旅館」へ、島崎藤村が逗留して「千曲川のスケッチ」の一節「山の温泉」を着想した（滞在した部屋は同旅館に現存する）ことや、同村出身の五島慶太が東京高等師範学校時代に夏休みの度に宿泊し、勉学や休養を行なっていた。
1970年3月24日 - 厚生省告示第60号により、沓掛温泉とともに国民保養温泉地に指定。
共同浴場は2000年6月に改装された。

## アクセス

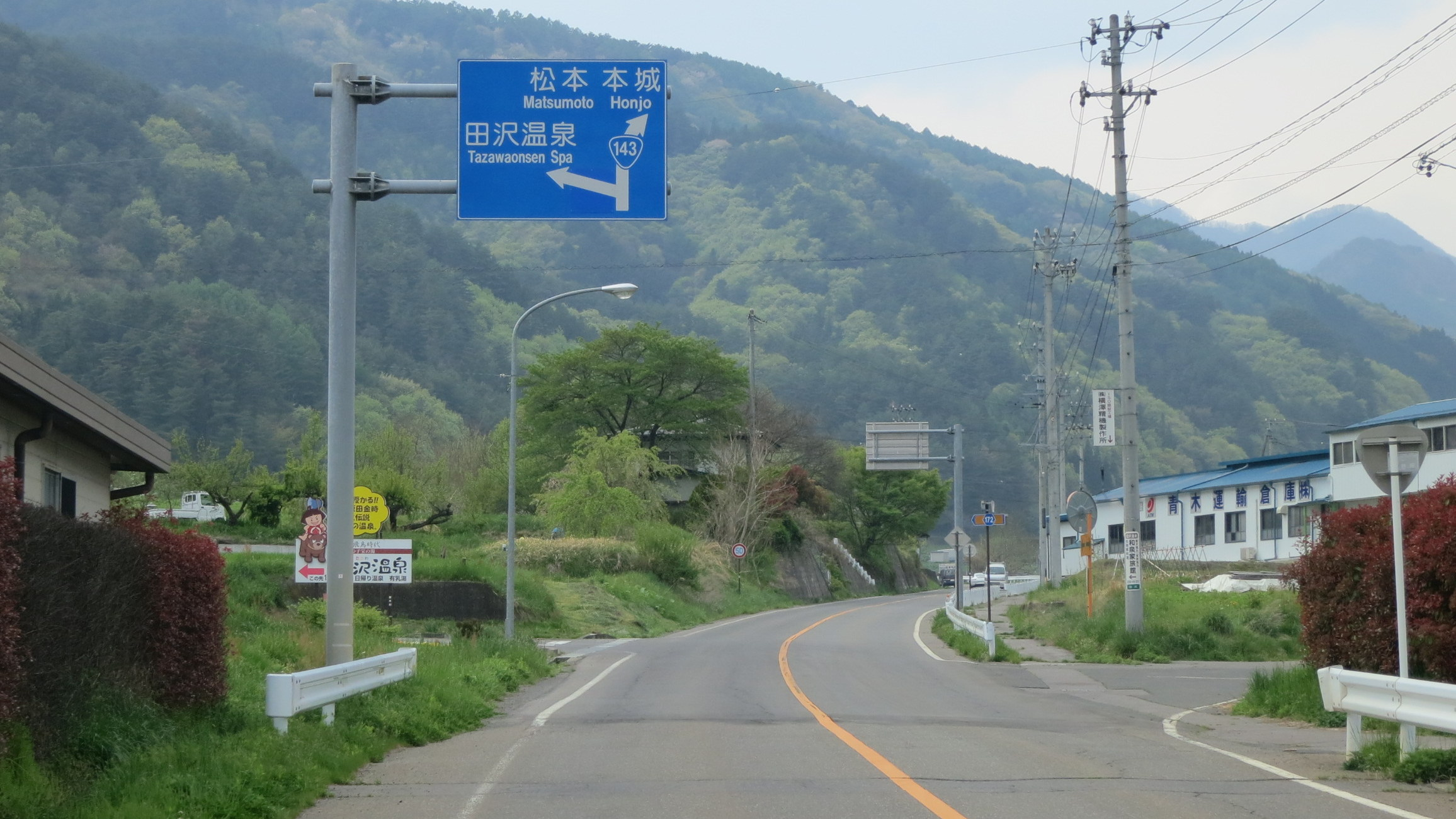
国道143号・田沢温泉入口

- 鉄道：北陸新幹線（しなの鉄道）上田駅より千曲バス青木行きに乗車、約30分で終点へ。その後田沢温泉行きの青木村営バスに乗り換えて約5分。